# Oxyopes
Oxyopes är ett släkte av spindlar som beskrevs av Pierre André Latreille 1804. Oxyopes ingår i familjen lospindlar.

## Dottertaxa tillOxyopes, i alfabetisk ordning[1][2]
- Oxyopes abebae
- Oxyopes acleistus
- Oxyopes aculeatus
- Oxyopes affinis
- Oxyopes africanus
- Oxyopes aglossus
- Oxyopes akakensis
- Oxyopes albertianus
- Oxyopes algerianus
- Oxyopes allectus
- Oxyopes altifrons
- Oxyopes amoenus
- Oxyopes angulitarsus
- Oxyopes annularis
- Oxyopes annulipes
- Oxyopes apollo
- Oxyopes arcuatus
- Oxyopes argentosus
- Oxyopes argyrotrichius
- Oxyopes armatipalpis
- Oxyopes artemis
- Oxyopes arushae
- Oxyopes ashae
- Oxyopes aspirasi
- Oxyopes assamensis
- Oxyopes asterion
- Oxyopes attenuatus
- Oxyopes auratus
- Oxyopes aureolus
- Oxyopes auriculatus
- Oxyopes baccatus
- Oxyopes badhyzicus
- Oxyopes balteiformis
- Oxyopes bantaengi
- Oxyopes bedoti
- Oxyopes berlandorum
- Oxyopes bharatae
- Oxyopes bianatinus
- Oxyopes bicorneus
- Oxyopes bifidus
- Oxyopes bifissus
- Oxyopes biharensis
- Oxyopes bikakaeus
- Oxyopes birabeni
- Oxyopes birmanicus
- Oxyopes bolivianus
- Oxyopes bonneti
- Oxyopes bothai
- Oxyopes bouvieri
- Oxyopes brachiatus
- Oxyopes brevis
- Oxyopes caboverdensis
- Oxyopes calcaratus
- Oxyopes campestratus
- Oxyopes campii
- Oxyopes camponis
- Oxyopes candidoi
- Oxyopes caporiaccoi
- Oxyopes carvalhoi
- Oxyopes castaneus
- Oxyopes ceylonicus
- Oxyopes chapini
- Oxyopes chiapas
- Oxyopes chittrae
- Oxyopes coccineoventris
- Oxyopes cochinchinensis
- Oxyopes concolor
- Oxyopes concoloratus
- Oxyopes constrictus
- Oxyopes cornifrons
- Oxyopes cornutus
- Oxyopes cougar
- Oxyopes crassus
- Oxyopes crewi
- Oxyopes daksina
- Oxyopes decorosus
- Oxyopes delesserti
- Oxyopes delmonteensis
- Oxyopes dingo
- Oxyopes dubourgi
- Oxyopes dumonti
- Oxyopes elegans
- Oxyopes elifaz
- Oxyopes elongatus
- Oxyopes embriki
- Oxyopes erlangeri
- Oxyopes exsiccatus
- Oxyopes extensipes
- Oxyopes falcatus
- Oxyopes falconeri
- Oxyopes fallax
- Oxyopes felinus
- Oxyopes flavipalpis
- Oxyopes flavus
- Oxyopes fluminensis
- Oxyopes foliiformis
- Oxyopes forcipiformis
- Oxyopes fujianicus
- Oxyopes galla
- Oxyopes gaofengensis
- Oxyopes gemellus
- Oxyopes globifer
- Oxyopes gossypae
- Oxyopes gracilipes
- Oxyopes gratus
- Oxyopes gujaratensis
- Oxyopes gurjanti
- Oxyopes gyirongensis
- Oxyopes hastifer
- Oxyopes hemorrhous
- Oxyopes heterophthalmus
- Oxyopes hilaris
- Oxyopes hindostanicus
- Oxyopes hoggi
- Oxyopes holmbergi
- Oxyopes hostides
- Oxyopes hotingchiehi
- Oxyopes hupingensis
- Oxyopes idoneus
- Oxyopes imbellis
- Oxyopes incertus
- Oxyopes inconspicuus
- Oxyopes indiculus
- Oxyopes indicus
- Oxyopes infidelis
- Oxyopes inversus
- Oxyopes jabalpurensis
- Oxyopes jacksoni
- Oxyopes javanus
- Oxyopes jianfeng
- Oxyopes jubilans
- Oxyopes juvencus
- Oxyopes kamalae
- Oxyopes ketani
- Oxyopes keyserlingi
- Oxyopes kobrooricus
- Oxyopes kochi
- Oxyopes koreanus
- Oxyopes kovacsi
- Oxyopes kraepelinorum
- Oxyopes kumarae
- Oxyopes kusumae
- Oxyopes lagarus
- Oxyopes lautus
- Oxyopes lenzi
- Oxyopes lepidus
- Oxyopes licenti
- Oxyopes lineatifemur
- Oxyopes lineatipes
- Oxyopes lineatus
- Oxyopes longespina
- Oxyopes longetibiatus
- Oxyopes longinquus
- Oxyopes longipalpis
- Oxyopes longispinosus
- Oxyopes longispinus
- Oxyopes ludhianaensis
- Oxyopes luteoaculeatus
- Oxyopes lynx
- Oxyopes macilentus
- Oxyopes macroscelides
- Oxyopes maripae
- Oxyopes masculinus
- Oxyopes mathias
- Oxyopes matiensis
- Oxyopes mediterraneus
- Oxyopes megalops
- Oxyopes m-fasciatus
- Oxyopes minutus
- Oxyopes mirabilis
- Oxyopes modestus
- Oxyopes molarius
- Oxyopes naliniae
- Oxyopes nanulineatus
- Oxyopes nigripalpis
- Oxyopes nigrolineatus
- Oxyopes nilgiricus
- Oxyopes ningxiaensis
- Oxyopes niveosigillatus
- Oxyopes notivittatus
- Oxyopes obscurifrons
- Oxyopes occidens
- Oxyopes ocelot
- Oxyopes oranicola
- Oxyopes ornatus
- Oxyopes oryzae
- Oxyopes ovatus
- Oxyopes pallidecoloratus
- Oxyopes pallidus
- Oxyopes palliventer
- Oxyopes pandae
- Oxyopes pankaji
- Oxyopes panther
- Oxyopes papuanus
- Oxyopes pardus
- Oxyopes patalongensis
- Oxyopes pawani
- Oxyopes pennatus
- Oxyopes personatus
- Oxyopes pigmentatus
- Oxyopes pingasus
- Oxyopes positivus
- Oxyopes praedictus
- Oxyopes providens
- Oxyopes pugilator
- Oxyopes pulchellus
- Oxyopes punctatus
- Oxyopes purpurissatus
- Oxyopes quadridentatus
- Oxyopes quadrifasciatus
- Oxyopes rajai
- Oxyopes ramosus
- Oxyopes ratnae
- Oxyopes raviensis
- Oxyopes reddyi
- Oxyopes reimoseri
- Oxyopes rejectus
- Oxyopes reticulatus
- Oxyopes rouxi
- Oxyopes royi
- Oxyopes rubicundus
- Oxyopes rubriventer
- Oxyopes rubrosignatus
- Oxyopes rufisternis
- Oxyopes rufovittatus
- Oxyopes rukminiae
- Oxyopes russoi
- Oxyopes russulus
- Oxyopes rutilius
- Oxyopes ruwenzoricus
- Oxyopes ryvesi
- Oxyopes saganus
- Oxyopes sakuntalae
- Oxyopes salticus
- Oxyopes saradae
- Oxyopes scalaris
- Oxyopes schenkeli
- Oxyopes sectus
- Oxyopes sertatoides
- Oxyopes sertatus
- Oxyopes setipes
- Oxyopes sexmaculatus
- Oxyopes shweta
- Oxyopes sinaiticus
- Oxyopes singularis
- Oxyopes sitae
- Oxyopes sjostedti
- Oxyopes sobrinus
- Oxyopes squamosus
- Oxyopes stephanurus
- Oxyopes sternimaculatus
- Oxyopes strandi
- Oxyopes striagatus
- Oxyopes striatus
- Oxyopes subabebae
- Oxyopes subhadrae
- Oxyopes subimali
- Oxyopes subjavanus
- Oxyopes summus
- Oxyopes sunandae
- Oxyopes sushilae
- Oxyopes taeniatulus
- Oxyopes taeniatus
- Oxyopes takobius
- Oxyopes tapponiformis
- Oxyopes tenellus
- Oxyopes tibialis
- Oxyopes tiengianensis
- Oxyopes tikaderi
- Oxyopes timorensis
- Oxyopes timorianus
- Oxyopes toschii
- Oxyopes travancoricola
- Oxyopes tridens
- Oxyopes tuberculatus
- Oxyopes ubensis
- Oxyopes uncinatus
- Oxyopes vanderysti
- Oxyopes variabilis
- Oxyopes versicolor
- Oxyopes vogelsangeri
- Oxyopes wokamanus
- Oxyopes wroughtoni
- Oxyopes xinjiangensis
- Oxyopes yiliensis
- Oxyopes zavattarii